# Вано Янтбелідзе

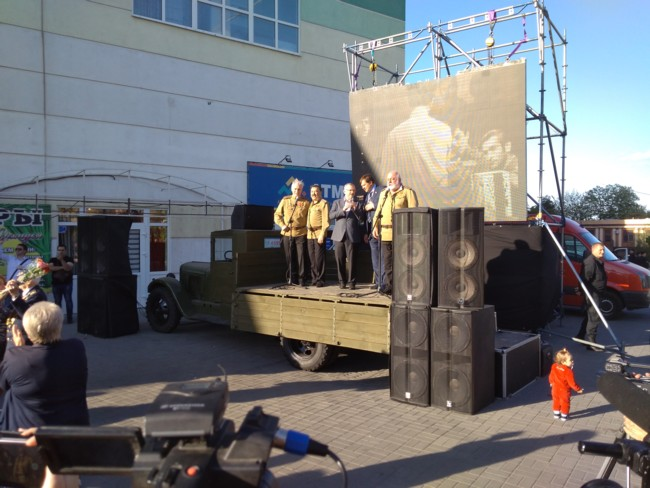

Вано́ Янтбелі́дзе (груз. ივანე (ვანო) იანტბელიძე, нар. 14 січня 1954, Самтредіа, СРСР) — радянський та грузинський актор театру і кіно. Народний артист Грузинської РСР (1986). Лауреат премії «За великий внесок в розвиток культури Грузії» (2004).

## Життєпис
Вано Янтбелідзе народився у грузинському місті Самтредіа. У 1971 році закінчив середню школу, після чого вступив до Тбіліського театрального інституту імені Шота Руставелі. У 1973 році дебютував у фільмі Леоніда Бикова «У бій ідуть лише «старі»». Співпрацю з Биковим Янтбелідзе продовжив і надалі, зігравши у його картині «Ати-бати, йшли солдати». У перерві між цими двома стрічками молодий грузинський актор взяв участь у зйомках фільму «Одинадцять надій».
Після 1976 року Янтбелідзе рідко з'являвся на телеекранах, зосередившись на роботі в одному з найвідоміших у Грузії Телавському державному академічному драматичному театрі, де він почав працювати за рік до того. На театральній сцені зіграв більш як 150 ролей. Був художнім керівником і директором театру. У 1986 році удостоєний почесного звання «Народний артист Грузинської РСР».
У 2014–2015 роках брав участь у зйомках українського серіалу «Гвардія», присвяченого подіям війни на сході України, де зіграв роль власника ресторану, що зачинив свій заклад і почав годувати активістів спочатку на Євромайдані, а згодом і в Нацгвардії. Сам актор про події в Україні 2013—2014 років сказав таке:
|  | Я з перших днів спостерігав за подіями, що відбувалися на Майдані. Інакше в Грузії ніхто себе й не поводив — ми вважаємо українців своїми братами. І як ніхто інший знаємо, що українці зараз відчувають. Оригінальний текст (рос.) Я с первых дней наблюдал за событиями, которые происходили на Майдане. По-другому в Грузии никто себя и не вел — мы считаем украинцев своими братьями. И как никто другой знаем, что украинцы сейчас чувствуют. |

## Фільмографія
| Рік  |    | Українська назва               | Оригінальна назва         | Роль                |
| ---- | -- | ------------------------------ | ------------------------- | ------------------- |
| 1973 | ф  | У бій ідуть лише «старі»       | В бой идут одни «старики» | Вано Кобахідзе      |
| 1975 | ф  | Одинадцять надій               | Одиннадцать надежд        | футболіст Брегвадзе |
| 1976 | ф  | Ати-бати, йшли солдати         | Аты-баты, шли солдаты...  | Вано Кодерідзе      |
| 1982 | ф  | Печальний горн                 | Печальний горн            | епізод              |
| 1984 | ф  | І падав сніг над білими садами | Atovda zamtris baghebs    | епізод              |
| 1992 | ф  | Шаміль                         | Шамиль                    | Хасайхан Уцмиєв     |
| 1995 | ф  | Переселенці                    | ხიზნები                   |                     |
| 2006 | кф | Два хевсура                    | ორი ხევსური               | старий хевсур       |
| 2015 | с  | Гвардія                        | Гвардія                   | Гурам Левідзе       |